# Classe Soldato
La classe Soldato è stata una classe di cacciatorpediniere della Regia Marina composta da 11 unità che ha operato durante la prima guerra mondiale.

## Storia e progetto
Furono derivate dalla classe Nembo delle quali conservavano la manovrabilità. La propulsione inizialmente era assicurata da caldaie a carbone, ma una modifica successiva all'impianto propulsivo fece passare alla nafta come combustibile. Una delle unità, l'Ascaro, era stata costruita per la marina imperiale cinese ma acquisita dalla Regia Marina nel 1912.

## Servizio
La classe partecipò alla guerra italo turca, e in particolare il Garibaldino e il gemello Artigliere facenti parte di una forza navale comandata dall'allora capitano di vascello Osvaldo Paladini sconfissero una flottiglia turca nella battaglia di Kunfida il 7 gennaio 1912; il bollettino di guerra dell'epoca recitava: «Incrociatore Piemonte, cacciatorpediniere Garibaldino e Artigliere incontrarono sette cannoniere turche ed uno yacht armato. Malgrado valide artiglierie turche nostre navi annientarono cannoniere, catturarono yacht e presero parte dei cannoni nemici, bandiere e trofei di guerra».
Successivamente partecipò alla prima guerra mondiale con la perdita del solo Garibaldino affondato il 16 luglio 1918 per collisione notturna col cacciatorpediniere inglese HMS Cygnet (della classe "D" detta anche "The 30 Knotters" con due fumaioli) al largo di Villefranche. Le unità furono riclassificate torpediniere nel 1921 e l'ultima, il Fuciliere, venne radiata nel 1932.

## Unità
La classe era composta da undici unità:
- Alpino
- Artigliere
- Ascaro
- Bersagliere
- Carabiniere
- Corazziere
- Fuciliere
- Garibaldino
- Granatiere
- Lanciere
- Pontiere